# Valeriana scandens
Valeriana scandens là một loài thực vật có hoa trong họ Kim ngân. Loài này được L. miêu tả khoa học đầu tiên năm 1762.